# 洞穴巨人

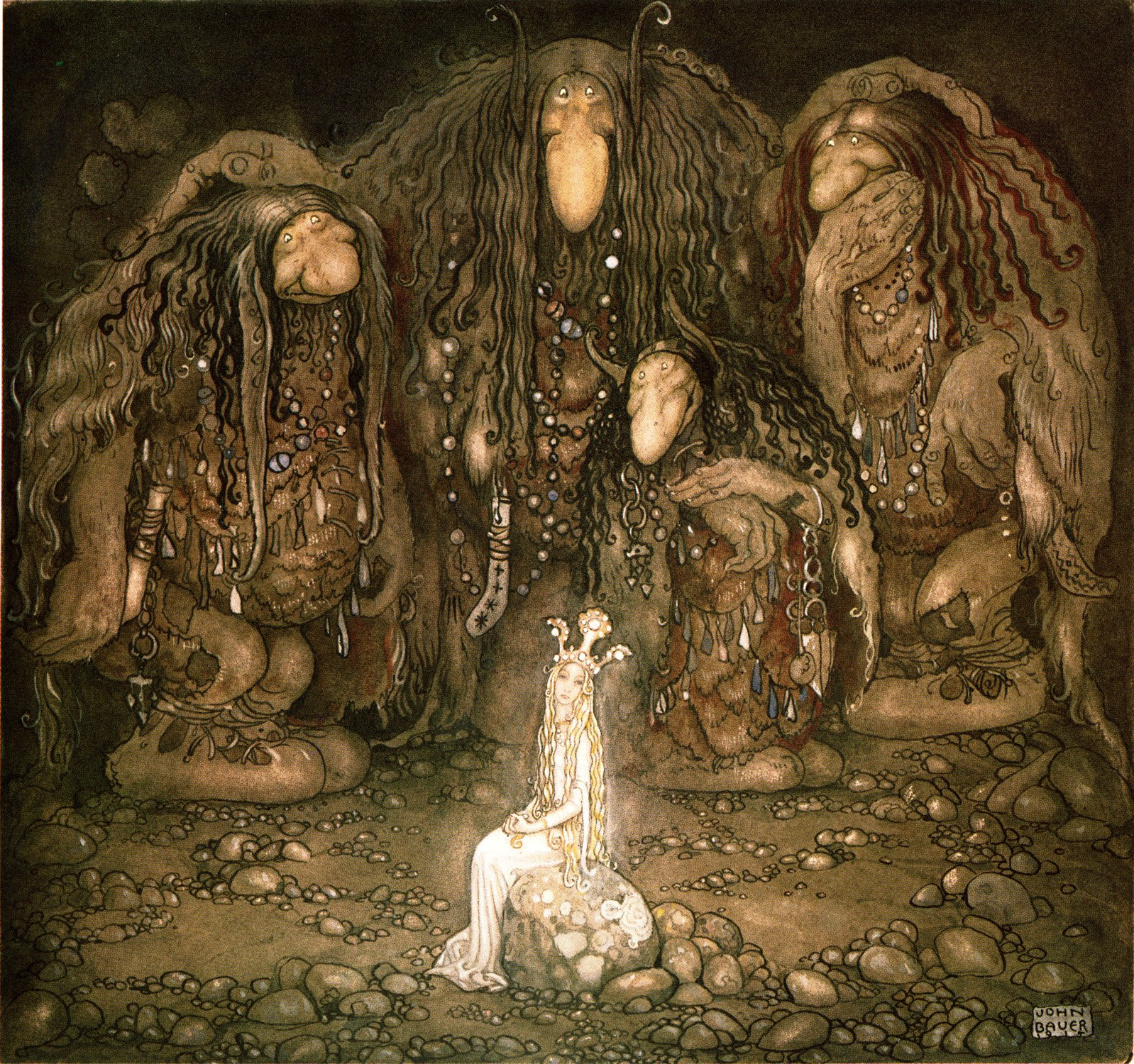
看著他們，洞穴巨人媽媽說。看著我的兒子們!妳將不會在月球的這側找到比他們更美麗的洞穴巨人。 (1915年)約翰·鮑爾

洞穴巨人（Troll）或譯作岩洞巨怪、山怪巨魔，是一個北歐神話中一种智力低下的食人巨人。
在北歐，巨怪原與巨人相同，但巨怪體型較小。此相異處後來由殘暴的巨人（類似英國的巨魔，其有時也被稱作「巨怪」），演變成為類似生性欺詐的野蠻人。
在法羅群島、奧克尼群島與昔德蘭群島的傳說故事中，巨怪名為「Trow」，承襲自維京人時代的諾爾斯語。

## 另見
- 中土大陸中的巨怪